# إدواردز اماسا بارك
إدواردز اماسا بارك (بالإنجليزية: Edwards Amasa Park)‏ هو عالم عقيدة أمريكي، ولد في 29 ديسمبر 1808، وتوفي في 4 يونيو 1900.